# Flüsloh
Flüsloh ist eine Hofschaft im Stadtteil Gennebreck der Stadt Sprockhövel im Ennepe-Ruhr-Kreis, Nordrhein-Westfalen.

## Lage und Beschreibung
Flüsloh liegt südlich des Sprockhöveler Hauptorts im Ortsbereich Schee. Westlich befindet sich die Ortschaft Quellenburg, die größte Ansiedlung im Ortsbereich.
Weitere Nachbarorte sind Rottberg, Schacht Hövel, Alter- und Neuer Schneppendahl, Scherenberg, Wiggers, Auf Dräing, Im Büschken, Am Schmalenberg, Am Röhrdiek, Im Mesewinkel, Am Nockenberg, Bräukelchen und Auf Leckebüschen.

## Geschichte
Ein Steinkohlenbergwerk bei Flüsloh wurde bereits in der Mitte des 17. Jahrhunderts unter dem Namen Glückauf im Fliesloher Berg genannt, die östlich gelegene Zeche Glückauf. Der Ort selbst besaß 1704 drei bis fünf Hofgüter.
Der Ort gehörte bis 1807 der Gennebrecker Bauerschaft innerhalb des Hochgerichts und der Rezeptur Schwelm des Amts Wetter in der Grafschaft Mark an. Von 1807 bis 1814 war Flüsloh aufgrund der napoleonischen Kommunalreformen im Großherzogtum Berg Teil der Landgemeinde Gennebreck innerhalb der neu gegründeten Mairie Hasslinghausen im Arrondissement Hagen, die nach dem Zusammenbruch der napoleonischen Administration nun der Bürgermeisterei Haßlinghausen (ab 1844 Amt Haßlinghausen) im Landkreis Hagen (ab 1897 Kreis Schwelm, ab 1929 Ennepe-Ruhr-Kreis) angehörte.
Flüsloh erscheint auf der Niemeyersche Karte, Ausgabe Spezialkarte des Bergwerkdistrikts des Distrikts Blankenstein, von 1788/89 mit drei Gebäuden. Der Ort ist auf der Preußischen Uraufnahme von 1840 als Auf Flüsloh verzeichnet. Ab der Preußischen Neuaufnahme von 1892 ist der Ort auf Messtischblättern der TK25 als Flüsloh verzeichnet.
1818 und 1822 lebten sieben Menschen im als Kotten kategorisierten Ort. Der laut der Ortschafts- und Entfernungs-Tabelle des Regierungs-Bezirks Arnsberg 1839 Auf Flüsloh genannte Ort besaß zu dieser Zeit zwei Wohnhäuser und zwei landwirtschaftliche Gebäude. Zu dieser Zeit lebten 27 Einwohner im Ortsbereich, allesamt evangelischer Konfession.
Das Gemeindelexikon für die Provinz Westfalen gibt 1885 für Flüsloh eine Zahl von 30 Einwohnern an, die in drei Wohnhäusern lebten. 1895 besitzt der Ort drei Wohnhäuser mit 33 Einwohnern, 1905 zählt der Ort drei Wohnhäuser und 27 Einwohner.
Am 1. Januar 1970 wurde das Amt Haßlinghausen aufgelöst und die amtsangehörige Landgemeinde Gennebreck mit Flüsloh in die Stadt Sprockhövel eingemeindet.